# El Valle (Folgoso de la Ribera)
El Valle es una localidad española que forma parte del municipio de Folgoso de la Ribera, en la provincia de León, comunidad autónoma de Castilla y León.

## Geografía

### Ubicación
| Noroeste: Tedejo              | Norte: San Justo de Cabanillas  | Noreste: Rozuelo                    |
| Oeste: Tedejo                 |                                 | Este: Rozuelo                       |
| Suroeste Santibáñez del Toral | Sur: Villaviciosa de San Miguel | Sureste: Villaviciosa de San Miguel |

## Demografía
Evolución de la población
| Gráfica de evolución demográfica de El Valle entre 2000 y 2017     |
|                                                                    |
| Población de derecho (2000-2017) según el padrón municipal del INE |